# Bülent Korkmaz
Bülent Korkmaz, född 24 november 1968 i Malatya, är en turkisk fotbollstränare och före detta spelare. Han spelade hela sin karriär i Galatasaray och gjorde 102 landskamper för Turkiets landslag innan han slutade 2005. Han är numera tränare för Konyaspor.

## Spelarkarriär
Bülent Korkmaz kom till Galatasaray som 11-åring där han började som målvakt. Hans tränare sa dock att Korkmaz inte passade på positionen så hans nya position blev defensiv mittfältare och så småningom mittback. 1984 blev han erbjuden ett kontrakt av tyska Bayer Leverkusen men tackade nej och flyttades senare upp i Galatasarays A-lag 1987.
Under sina 19 år i klubben så vann Galatasaray 29 titlar, inklusive UEFA cupen, Europeiska Supercupen, 8 ligatitlar och 5 inhemska cuper. Säsongen 1988/1989 nådde Galatasaray till semifinal Europacupen. Korkmaz blev den 13:e spelaren att göra 100 europeiska matcher. Han blev även den första turken som gjorde 100 matcher i landslaget.
Under UEFA-cup finalen 2000 mellan Galatasaray och Arsenal så hoppade Korkmaz axel ur led men trots det så vägrade han att bli utbytt. Matchen vanns av Galatasaray via straffläggning. Dessvärre så var det den skadan som hindrade Korkmaz från spel i EM 2000.
I landslaget var Korkmaz en del av truppen när Turkiet vann bronset både i VM 2002 och Confederations Cup 2003. Korkmaz var även uttagen till EM 1996.

## Meriter
Galatasaray
- Süper Lig: 1988, 1993, 1994, 1997, 1998, 1999, 2000, 2002
- Turkiska cupen: 1991, 1993, 1996, 1999, 2000, 2005
- Turkiska supercupen: 1988, 1991, 1993, 1996, 1997
- UEFA cupen: 2000
- Europeiska Supercupen: 2000

Turkiet
- VM-brons 2002
- Brons i Confederations cup 2003